# 수치선형대수학
수치선형대수학(Numerical linear algebra)은 수치계산에 대한 선형대수학이다. 수치해석학과도 관련있다.
연속 수학에서 질문에 대한 대략적인 답을 효율적이고 정확하게 제공하는 컴퓨터 알고리즘을 생성하기 위해 행렬 연산을 어떻게 사용할 수 있는지에 대한 연구이다. 수치해석의 한 분야로 선형대수학의 일종이다. 컴퓨터는 부동 소수점 산술을 사용하고 비합리적인 데이터를 정확하게 표현할 수 없기 때문에 데이터 매트릭스에 컴퓨터 알고리즘을 적용하면 컴퓨터에 저장된 숫자와 근사값인 실제 숫자 사이의 차이가 때때로 증가할 수 있다. 수치 선형 대수학은 벡터와 행렬의 속성을 사용하여 컴퓨터에서 발생하는 오류를 최소화하는 컴퓨터 알고리즘을 개발하고 알고리즘이 가능한 한 효율적이 되도록 하는 것과도 관련이 있다.
수치 선형 대수학은 유한 정밀 컴퓨터를 사용하여 연속 수학 문제를 해결하는 것을 목표로 하므로 자연 과학 및 사회 과학에 대한 응용 프로그램은 연속 수학 응용 프로그램만큼 방대하다. 이미지 및 신호 처리, 전기 통신, 전산 금융, 재료 과학 시뮬레이션, 구조 생물학, 데이터 마이닝, 생물 정보학 및 유체 역학과 같은 엔지니어링 및 계산 과학 문제의 근본적인 부분이다. 매트릭스 방법은 특히 유한차분법, 유한요소법 및 미분방정식 모델링에 사용된다. 행렬과 벡터의 많은 속성이 함수와 연산자에도 적용되기 때문에 수치 선형 대수는 실용적인 알고리즘에 특히 중점을 둔 함수 분석의 한 유형으로 볼 수도 있다.
수치 선형 대수학의 일반적인 문제에는 특이값 분해, QR 분해, LU 분해 또는 고유 분해와 같은 행렬 분해를 얻는 것이 포함되며, 이는 방정식의 선형 시스템 풀기, 고유값 찾기 또는 최소 제곱 최적화. 유한 정밀 컴퓨터의 실제 데이터에 적용할 때 오류를 유발하지 않는 알고리즘 개발에 대한 수치 선형 대수학의 핵심 관심사는 종종 직접적인 방법이 아닌 반복적인 방법으로 달성된다.